# Discontinuïtat de Conrad

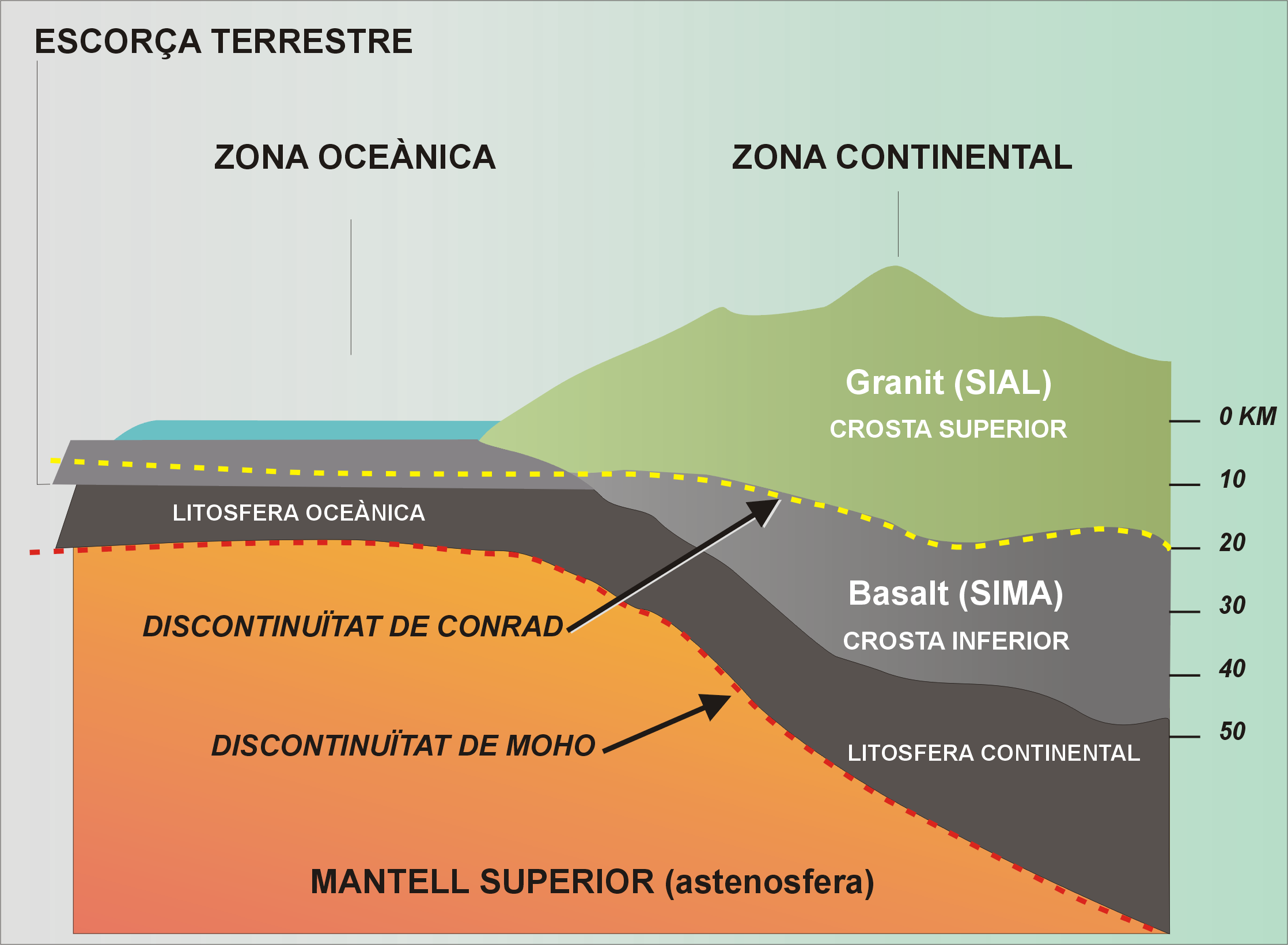
Discontinuïtats a l'escorça, litosfera i mantell superior

La discontinuïtat de Conrad, (en: Conrad discontinuity) separa en dues capes l'escorça continental (litosfera). Es troba a una profunditat entre els 15 i els 20 km de la superfície de la Terra i per sota dels continents. La discontinuïtat de Conrad és poc evident o inapreciable en zones oceàniques de l'escorça.
Basada i delimitada per un model sísmic, divideix l'escorça continental en dos gruixos de roques diferents. Una capa superior formada majoritàriament per granits i una altra capa, per sota, formada per basalts. La velocitat de propagació de l'ona sìsmica P a l'escorça de la Terra disminueix entre 0,25 i 0,40 km/s a una profunditat entre 14 i 17 km.
Victor Conrad (1923) va delimitar la discontinuïtat a l'escorça terrestre mitjançant un model basat en la velocitat de propagació de les ones sísmiques P i S. Així es va considerar la divisió de l'escorça continental en una capa de materials de silicats i alumini (SIAL) i una altra de silicats i magnesi (SIMA).
Aquesta delimitació de l'escorça terrestre en dues capes diferenciades per la seva composició, va ser motiu de discussió entre els geòlegs a partir del 1960. Alguns geòlegs la consideren com una discontinuïtat de segon ordre respecte de les que delimiten altres capes de l'estructura interna de la Terra. No obstant és de referència actual en nombrosos llibres i articles de geologia i geografia física.